# 17e régiment d'infanterie territoriale
Le 17e régiment d'infanterie territoriale est un régiment d'infanterie de l'armée de terre française qui a participé à la Première Guerre mondiale.

## Création et différentes dénominations
Le régiment reçoit son numéro par décret du 19 mars 1875, en prévision de la mobilisation
.

## Historique des garnisons, combats et batailles du17eRIT

### Première Guerre mondiale

#### Affectations
- 82e Division d'Infanterie Territoriale d'août 1914 à juin 1915

- 89e Division d'Infanterie Territoriale d'août 1916 à mars 1917

#### 1914
- fin septembre : Bataille d'Albert[2]

## Drapeau
Il porte, cousues en lettres d'or dans ses plis, les inscriptions suivantes :
- Artois 1914
- Verdun 1916

## Personnalités ayant servi au17eRIT
- Eugène Nolent (1878-1916), avocat et journaliste, sous-lieutenant au régiment d'octobre 1914 à janvier 1915. Son nom est inscrit au Panthéon parmi les 560 écrivains morts au combat pendant la Première Guerre mondiale.